# Arquidamo III
Arquidamo III (en griego Αρχίδαμος), hijo de Agesilao II, fue rey euripóntida de Esparta del 360 a. C. al 338 a. C.
Cuando era aún un príncipe, fue el erómeno (amante adolescente) de Cleónimo, hijo del general Esfodrias, por quien intercedió ante su padre en ciertos asuntos legales, intensificando el enfrentamiento entre Atenas y Esparta.
Lideró al ejército espartano, tanto durante su reinado, como antes de este. Arquidamo encabezó la fuerza en apoyo de los espartanos derrotados por los tebanos en la batalla de Leuctra en el 371 a. C., y fue comandante en las guerras del Peloponeso, donde obtuvo una importante victoria contra los arcadios en el 367 a. C. Fue sin embargo derrotado por estos en el 364 a. C., en Cromno. En el 362 a. C., fue uno de los héroes de la resistencia espartana contra Epaminondas.
Como rey, Arquidamo apoyó a los focidios contra Tebas en la tercera guerra sagrada. En el 346 a. C., viajó a Creta en apoyo de Lito, que estaba en lucha con Cnosos. En el 343 a. C., socorrió a la colonia espartana de Tarento contra los pueblos itálicos vecinos, principalmente los lucanos. Desembarcó en Italia en el 342 a. C. con la flota y el ejército, librando una larga guerra contra las tribus italianas hasta su muerte en 338 a. C. bajo los muros de Manduria.